# RNASE6
RNASE6 (англ. Ribonuclease A family member k6) – білок, який кодується однойменним геном, розташованим у людей на 14-й хромосомі. Довжина поліпептидного ланцюга білка становить 150 амінокислот, а молекулярна маса — 17 196.
| 10         |  | 20         |  | 30         |  | 40         |  | 50         |
| ---------- |  | ---------- |  | ---------- |  | ---------- |  | ---------- |
| MVLCFPLLLL |  | LLVLWGPVCP |  | LHAWPKRLTK |  | AHWFEIQHIQ |  | PSPLQCNRAM |
| SGINNYTQHC |  | KHQNTFLHDS |  | FQNVAAVCDL |  | LSIVCKNRRH |  | NCHQSSKPVN |
| MTDCRLTSGK |  | YPQCRYSAAA |  | QYKFFIVACD |  | PPQKSDPPYK |  | LVPVHLDSIL |
|            |  |            |  |            |  |            |  |            |

A: Аланін

C: Цистеїн

D: Аспарагінова кислота

E: Глутамінова кислота

F: Фенілаланін

G: Гліцин

H: Гістидин

I: Ізолейцин

K: Лізин

L: Лейцин

M: Метіонін

N: Аспарагін

P: Пролін

Q: Глутамін

R: Аргінін

S: Серин

T: Треонін

V: Валін

W: Триптофан

Кодований геном білок за функціями належить до гідролаз, нуклеаз, ендонуклеаз. 
Секретований назовні.